# Cần sa ở Liban
Cần sa ở Liban là bất hợp pháp cho việc sử dụng cá nhân, tuy nhiên việc trồng trọt để sử dụng trong y tế thì hợp pháp. Một lượng lớn cần sa được trồng trong đất nước, đặc biệt là ở Thung lũng Bekka và được sử dụng cho mục đích cá nhân.

## Sản xuất
Việc sản xuất hashish đã bị cấm ở Liban vào năm 1926, trong thời kỳ Pháp ủy trị Syria và Liban. Tuy nhiên, ngành công nghiệp cần sa nở rộ trong sự hỗn loạn của cuộc nội chiến Liban kéo dài 15 năm (1975 - 1990).
Việc trồng cần sa đã bị cấm vào năm 1992 dưới áp lực của Hoa Kỳ.
Đến năm 2001, nghèo đói đã buộc nhiều nông dân quay trở lại trồng cần sa. Đến năm 2002, sản lượng đã đạt 37.000 mẫu Anh: gấp đôi so với năm trước đó. Về sau, các trang trại cần sa phát triển mạnh mẽ trong cuộc nội chiến ở Syria bắt đầu từ năm 2011, vì chính phủ quan tâm nhiều hơn đến các vấn đề an ninh.

## Tính hợp pháp
Năm 2018, Chủ tịch Quốc hội Liban Nabih Berry tuyên bố: "Quốc hội Liban đang chuẩn bị nghiên cứu và thông qua luật pháp cần thiết để hợp pháp hóa việc trồng cần sa và sản xuất cho mục đích y tế theo cách của nhiều nước châu Âu và một số tiểu bang ở Hoa Kỳ", khi ông nói với Đại sứ Hoa Kỳ tại Liban là Elizabeth Richard theo hãng tin chính thức của Liban. Thông báo này được đưa ra sau khi công bố nghiên cứu kéo dài 5 năm của McKinsey & Company để thúc đẩy phát triển kinh tế Liban. Với khoản nợ cao thứ ba thế giới, những người ủng hộ hợp pháp hóa lập luận rằng thúc đẩy ngành công nghiệp cần sa có thể giúp cải thiện nền kinh tế của đất nước. Một số nhà trồng trọt nông nghiệp phản đối cải cách, chẳng hạn như Abu Jafaar của Thung lũng Bekka (khu vực trồng trọt nổi tiếng nhất của Liban), sợ rằng sự can thiệp của chính phủ sẽ lấy doanh thu từ họ và vào tay các chính trị gia.
Vào ngày 21 tháng 4 năm 2020, Quốc hội Liban đã thông qua luật hợp pháp hóa việc trồng cần sa để sử dụng trong y tế. Liban trở thành quốc gia Ả Rập đầu tiên hợp pháp hóa trồng cần sa. Việc trồng cây gai dầu không dùng cho các thuốc về thần kinh cũng được coi là hợp pháp.